# 9×19 ملي
رصاصة بارابيلوم 9×19 مم (المعروفة أيضًا باسم 9 مم لوغر ، أو 9 مم ناتو أو ببساطة 9 مم ) هي خرطوشة أسلحة نارية مدببة بدون حافة، ذات إشعال مركزي .
تم تصميمه في الأصل بواسطة مصمم الأسلحة النارية النمساوي جورج لوغر في عام 1901، ويعتبر على نطاق واسع أكثر خرطوشة مسدس ورشاش شعبية نظرًا لتكلفته المنخفضة وتوافره على نطاق واسع.